# Efecte antihivernacle
L'efecte antihivernacle és un neologisme que s'usa per anomenar dos efectes diferents que descriuen un efecte de refredament de l'atmosfera de la temperatura ambiental del planeta o satèl·lit. A diferència de l'efecte hivernacle, que és comú, aquest efecte oposat és només conegut en un lloc del sistema solar, així com en un altre, encara que produït per un mecanisme diferent.
L'efecte hivernacle convencional es produeix perquè l'atmosfera és en gran manera transparent a la radiació solar, però en gran manera opaca a la radiació de la Terra en l'infraroig. En l'efecte antihivernacle, aquesta situació és a la inversa: l'atmosfera és opaca a la radiació solar, però deixa passar els infrarojos.

## Tità

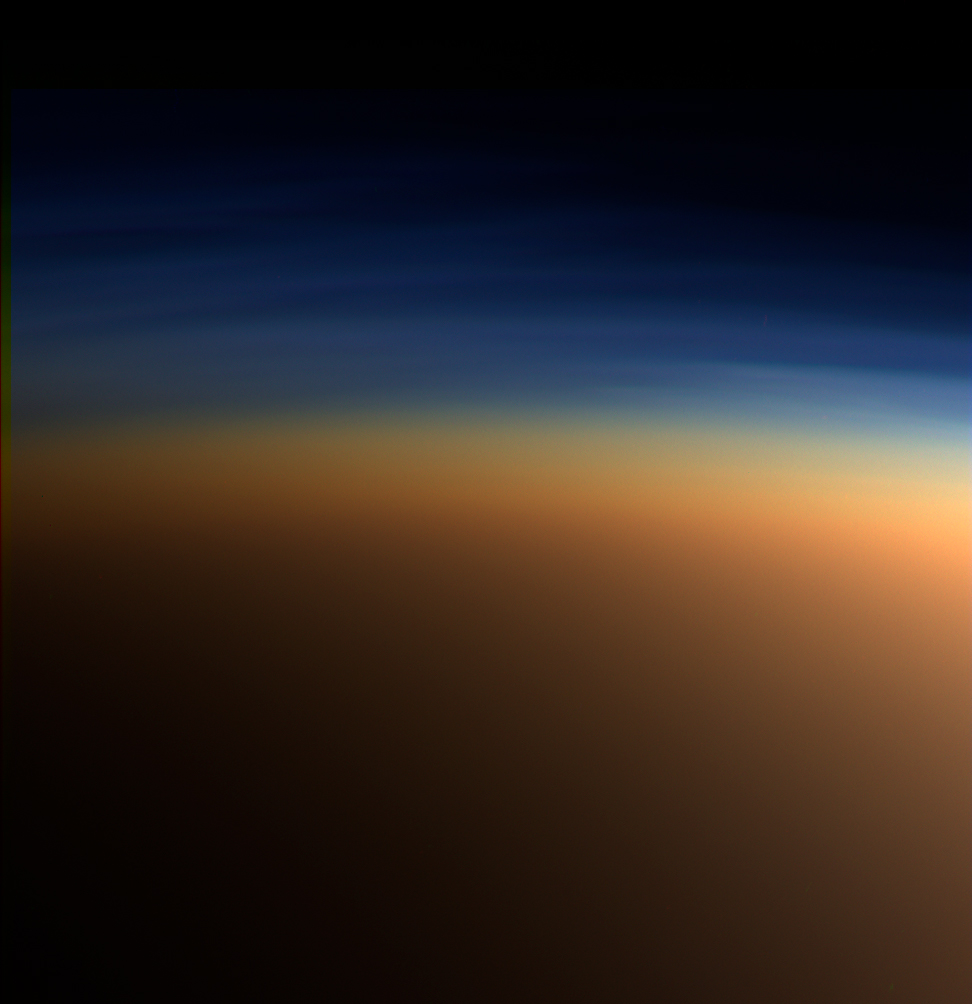
"Boira" a Tità.

Al satèl·lit Tità, la boira conté molècules orgàniques en l'atmosfera superior que absorbeixen el 90% de la radiació solar entrant, però és ineficient en retenir la radiació infraroja generada des de la superfície la qual cosa afavoreix el refredament. Tot i això, l'existència d'un gran efecte hivernacle continua mantenint a Tità a una temperatura molt més alta de l'equilibri tèrmic, Tità en presentar un "efecte antihivernacle", que compensa en part l'escalfament per efecte hivernacle, i manté la superfície a aproximadament 9 °C menys alta del que podria esperar-se si només existís l'efecte hivernacle. L'efecte antihivernacle a Tità redueix la temperatura de la superfície en 9 K mentre que l'efecte hivernacle l'augmenta en un 21 K. L'efecte net és que la temp de la superfície (94 K) és de 12 K més calenta que la temperatura de 82 K, és a dir, l'equilibri que s'aconseguiria en absència de qualsevol atmosfera.
A més, aquest efecte resulta en una termoclina invertida permanent a Tità, amb temperatures atmosfèriques cada vegada més grans amb l'augment de l'altitud per sobre de la tropopausa. Aquest tipus d'efecte antihivernacle només es coneix a Tità, però, és similar als efectes de refredament suggerit per un hivern nuclear.

## Plutó
Un mecanisme diferent existeix a  Plutó, tot i que no es tracta d'un veritable efecte antihivernacle. La radiació solar trenca el gel de nitrogen a la superfície d'aquest planeta nan causant la seva sublimació, i provoca que la temperatura de Plutó sigui de prop de 10 °C més baixa que la del seu satèl·lit Caront. La sublimació causa refredament, i és similar a la radiació solar directa d'evaporació de gel a la Terra, i contrari a la formació de gelades, però, quan això passa a la Terra no s'anomena efecte antihivernacle. Aquest efecte fou descobert usant el radiotelescopi Submillimeter Array de Hawaii.